# Palaeoniscus
Palaeoniscus is een geslacht van uitgestorven straalvinnige beenvissen uit het Perm tot het Trias.

## Beschrijving
Deze 20 cm lange vis had een spoelvormig lichaam, met aan het einde een sterk heterocerke staart. Het lichaam was bedekt met elkaar overlappende schubben. De dorsale middenlijn werd gemarkeerd door een verstevigende geschubde kam, waarmee de vis door het water sneed.

## Leefwijze
Deze  sterke vis leefde in de oceanen van het Mesozoïcum.

## Vondsten
Fossielen van deze vis werden wereldwijd gevonden.